# Rebus (moteur)
Au cours des toutes premières années du XXe siècle, entre 1902 et 1905, un groupe d'ingénieurs italiens de l'agglomération de Milan décide de s'associer pour concevoir et fabriquer un moteur d'avion, spécialité recherchée en ce début de siècle, avec des pionniers très inventifs.
Enrico Restelli, Carlo Felice Buzio et Alessandro Tonini constituent la société Restelli, Buzio & C. S.p.A. - ReBus SpA en nom commercial.
Le moteur Rebus était un moteur d'avion comportant 4 cylindres refroidis par eau proposé en deux versions :
- moteur développant 40-45 HP, qui sera installé en 1909 sur le biplan Wright piloté par les lieutenants Mario Calderara et Umberto Savoja durant la Settimana di Brescia d'août 1919 qui remporta tous les prix destinés aux avions italiens[2],[3]. Le biplan Wright avait été construit en quelques semaines en Italie.

- moteur développant 70 HP, qui sera installé sur leur propre monoplan Monorebus, qui vola la première fois sur le terrain d'aviation de Malpensa en juin 1910[4].

## Avions équipés de moteurs Rebus
- biplan Moncher (Trento - 1908) - 30/35 ch
- biplan Wright Italie (1909) - 30/35 ch
- Caproni Ca.2 (1911) - 50 ch
- Caproni Ca.3 (1911) - 50 ch
- Caproni Ca.4 (1912) - 50 ch
- biplan Cobianchi - 70 ch
- biplan Radici - 70 ch
- biplan Bossi-Moioli - 70 ch
- monoplan Tonini - 70 ch